# Hankyu Railway

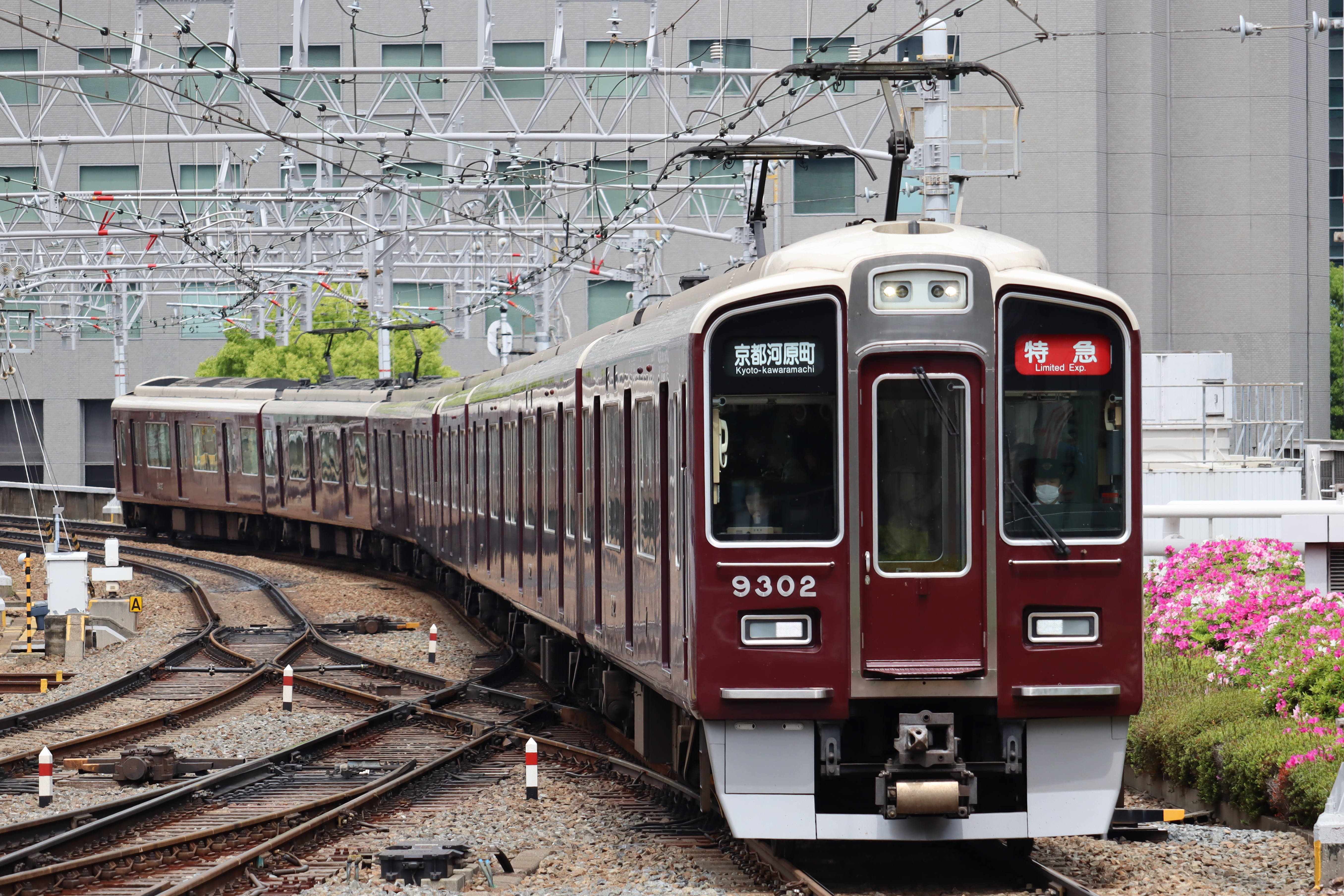
Hankyu-vonatjárat

A Hankyu Railway Co., Ltd. (阪急電鉄株式会社; Hepburn: Hankyū Dentetsu Kabushiki-gaisha), más néven Hankyu (阪急) vagy HR japán magán vasúti társaság. A oszakai székhelyű vállalat helyközi-távolsági buszjáratokat, szupermarketeket, ingatlan- és utazási irodákat, illetve Oszaka prefektúrában vonatjáratokat is üzemeltet.
A cég 2004 májusában bevezette a PiTaPa okoskártya jegyrendszert.